# Effet Proteus
L'effet Proteus est un phénomène dans lequel le comportement d'un individu, au sein de mondes virtuels, est modifié par les caractéristiques de son avatar. Ce changement est induit par ses connaissances de ce que lui et les autres utilisateurs faisant partie de cet environnement virtuel associent généralement à ces caractéristiques. Comme l'adjectif protéen (qui change de forme), le nom du concept est une allusion aux capacités de métamorphose du dieu grec Protée. L'effet Proteus a été introduit par les chercheurs Nick Yee et Jeremy Bailenson de l'université Stanford en juin 2007,.

## Introduction
Il implique que les caractéristiques et attributs d'un avatar soient associés à des stéréotypes et des attentes comportementales spécifiques. Lorsqu'un individu croit que les autres attendront de lui certains comportements en raison de l'apparence de son avatar, il adoptera les comportements attendus. Son étude trouve ses origines dans des recherches antérieures sur des scénarii réels qui ont montré comment certaines caractéristiques physiques, comme un aspect séduisant ou une grande taille, sont souvent associées à de meilleurs résultats sociaux et professionnels,. De plus, des manipulations expérimentales de ces caractéristiques dans des environnements virtuels ont montré que les individus adoptent des comportements conformes aux stéréotypes,.
Cela s'inscrit dans un domaine de recherche plus vaste examinant le comportement des individus qui s'engagent dans une communication virtuelle. Bien que cette communication se présente sous de nombreuses formes (texte, audio, vidéo, etc.), l'effet Proteus est particulièrement pertinent pour la communication virtuelle dans laquelle les individus interagissent via des avatars. Cet effet est dû aux plus ou moins grandes possibilités de personnalisation de l'avatar, et permettent aux utilisateurs de contrôler de nombreux aspects de leur apparence peu ou pas modifiable dans le monde réel (par exemple, la taille, le poids, les traits du visage, &c.), l'effet étant d'autant plus important que l'avatar ressemble à son utilisateur.

## Preuves et manifestations
L'analyse de la littérature a révélé une taille d'effet faible mais relativement constante, ce qui suggère que l'effet Proteus est fiable et important, par rapport à d'autres effets des médias numériques. La mise en évidence de l'effet montre l’impact de l’incarnation d’un corps virtuel dans plusieurs domaines cognitifs (perception, fonctions motrices, fonctions exécutives, personnalité et cognition sociale) : l’incarnation d’un corps différent implique l’incarnation des caractéristiques de ce corps
De manière plus spécifique, il a été étudié dans une grande variété de contextes. Il a par exemple été associé à des changements d'attitude qui reflètent les stéréotypes associés à l'apparence de leur avatar. Dans une étude les femmes se sont vu attribuer des avatars dont l'apparence était soit très sexualisée, soit non sexualisée. Tout en portant un casque de réalité virtuelle, les participantes devaient faire face à un miroir virtuel qui leur permettait de voir le reflet de leur avatar, suivi d’une conversation virtuelle avec un avatar masculin contrôlé par les chercheurs. Les femmes qui utilisaient un avatar sexualisé ont déclaré avoir davantage de réflexions sur leur image corporelle, et intériorisaient les aspects sexualisés de l’apparence de leur avatar, ce qui conduisait à une plus grande auto-objectification. Il peut également participer à améliorer la confiance en soi : la comparaison de l’apparence et du comportement des avatars dans Second Life au comportement et à l’apparence réels de leurs utilisateurs montre que les participants qui ont déclaré avoir conçu leurs avatars pour qu'ils soient plus attrayants ont également déclaré avoir adopté un comportement plus confiant et extraverti par rapport à leur comportement dans le monde réel,.
Une série d'études a utilisé des avatars pour augmenter la quantité d'exercice effectué par les individus. Dans trois études, les résultats ont montré de manière cohérente que les participants étaient plus susceptibles d'augmenter leur niveau d'activité physique après avoir observé un avatar adopter ces comportements et d'être récompensés pour ceux-ci. Une différence majeure dans cette étude est que les effets des avatars sur le comportement des participants dépendaient de leur ressemblance avec l'utilisateur. Cette différence a été testée en attribuant à certains utilisateurs des avatars créés à partir de photographies de leurs visages réels. Cependant une étude plus récente réalisé avec un casque de réalité virtuelle n'a retrouvé cet effet que chez les femmes.
Les participants d'une étude où ils incarnaient Léonard de Vinci ont démontré des capacités de créativité, comme la conception et l’innovation, significativement plus élevées.